# Acauloides ammisatum
Acauloides ammisatum är en nässeldjursart som beskrevs av Bouillon 1965. Acauloides ammisatum ingår i släktet Acauloides och familjen Acaulidae. Inga underarter finns listade i Catalogue of Life.